# Xian, Cangzhou
Xian, även romaniserat Sienhsien, är ett härad som lyder under Cangzhou i Hebei-provinsen i norra Kina.